# غروسشيرما
غرسشيرما (بالألمانية: Großschirma) هي بلدة ألمانية تقع في ألمانيا في ساكسونيا.[بحاجة لمصدر] يقدر عدد سكانها بـ 6,084 نسمة .